# HTC (기업)
HTC 코퍼레이션(영어: HTC Corporation, 중국어: 宏達國際電子株式會社 홍달 국제 전자 주식회사[*])은 중화민국의 휴대전화 제조 및 판매 회사이다.

## 개요
2008년까지는 윈도우 모바일 OS를 사용하는 휴대전화를 생산했지만, 2009년부터는 안드로이드 OS에 무게를 두고 있다. 그러다 2010년부터 윈도우 폰 OS에 무게를 두고 있다. 또한, HTC는 오픈 핸드셋 얼라이언스의 멤버이기도 하다. HTC 드림은 스마트폰 시장에서 팔린 첫 번째 안드로이드 OS를 사용한 전화이다. 2010년에는 디자이어 HD, 디자이어 Z, 넥서스 원 등을 생산하였다. 2011년에 들어서는 윈도우 폰 7을 이용한 스마트폰을 많이 내놓고 있다. 또, HTC HD7, HTC 트로피 등을 생산하기도 했다. 또한 같은 연도, htc와 비츠 바이 닥터 드레가 제휴를 맺어 HTC 센세이션 XL, HTC 센세이션 XE를 최초로 Beats 음장이 들어간 스마트폰을 출시하기 시작했다. 2012년에 들어서는 윈도우 폰 8을 이용한 스마트폰을 많이 내놓고 있다. 또, HTC 윈도우 폰 8X, HTC 윈도우 폰 8S 등을 생산하기도 했다.

## 역사

1997년 ~ 2006년 로고

HTC는 1997년 왕설홍(王雪紅)과 주영명(周永明)에 의해 설립되었다. 설립 초창기에는 노트북 컴퓨터를 만들었지만, 이듬해부터 노트북보다 휴대 기기에 집중하기로 결정하였고, 1998년 세계 최초의 무선 터치 휴대 기기를 설계하기 시작했다. 최초의 마이크로소프트를 적용한 스마트폰(2002년)과 세계 최초의 마이크로소프트 3G폰(2005년)을 포함해 "최초"라는 기록을 다수 가지고 있다. 첫 번째 주력 제품은 세계 최초의 터치 스크린 스마트폰 중에 하나인 팜의 트레오 650(Treo 650)과 HP의 아이팩(iPaq)으로 2000년에 만들어졌다. 2005년 초에 3G를 지원하는 휴대전화를 생산하기 시작했으며, 2008년 HTC 드림(Dream)(T-Mobile G1으로 판매됨)이라는 첫 안드로이드 폰을 만들었다. 2008년 9월 23일 T-Mobile USA를 통해 선주문으로 미국에서 처음 출시되었고, 2008년 10월 22일 미국 T-Mobile 스토어에서 판매되었다. G1은 미국 출시 후 며칠 뒤 영국에서도 판매되었으며, 오스트레일리아와 싱가폴을 포함해 많은 나라에서 선을 보였다. 2009년 HTC의 센스(Sense) 인터페이스 플랫폼을 탑재한 HTC 히어로(Hero)가 출시됐다.
2010년 6월 처음으로 4G를 지원하는 HTC Evo 4G를 미국에서 출시했고, 2010년 7월 차이나 모바일과의 파트너십을 맺고 자체 상표로 중국에서 스마트폰 판매를 시작한다고 발표했다.
HTC는 또한 2010년에 구글 및 N-tring과 합작하여 애플의 아이패드의 경쟁 제품인 gPad를 만들기 시작했다. 이 기기는 11월에 미국에서 발표 예정되어 있고, 구글의 크롬 운영 체제를 기반으로 하며 멀티 터치 기술이 적용된다.

## 기업 정보
HTC의 회장은 대만의 부호 중 한명인 왕영경(王永慶, Wang Yung-ching)의 딸 왕설홍이다. 주영명(周永明, Peter Chou)는 사장 및 CEO로 활동하고 있고, H T 줘(卓火土, H T Cho)는 이사 및 HTC 재단의 회장을 맡고 있다. HTC의 재무 관리 이사는 정혜묭(鄭慧明, Hui-Ming Chung)이다. 왕설홍은 HTC 회장직과 함께 비아 테크놀로지스 회장으로도 활동하고 있다. IA(Information Appliance) 기술실과 WM(Wireless Mobile) 기술실을 포함하여 HTC의 주요 부서는 ISO 9001/ISO 14001 승인을 받았다.
이 회사는 마이크로소프트가 윈도우 모바일 운영 체제(윈도우 CE 기반)를 사용하는 하드웨어 플랫폼 개발 파트너로 선정하면서 빠르게 성장했다. HTC는 현재 구글의 안드로이드 모바일 운영 체제를 구동하는 이동 전화를 만들기 위해 구글과도 협력하고 있다. HTC의 매출 규모는 2005년 기준으로 전년 대비 102% 상승한 2억 2천만 달러이며, 비지니스 위크의 인포 테크(Info Tech) 100에 가장 빠르게 성장하는 기업으로 선정되었다.
HTC는 전 임직원의 1/4를 연구 개발 인력으로 충당할 정도로 R&D에 투자하고 있고 시애틀(북미 본부 근처)에 위치한 소프트웨어 개발실에서는 자체 인터페이스를 개발한다.
HTC의 북미 본부는 워싱턴주 벨뷰에 위치하고 있다. 이것은 그들이 제공하는 기술과 서비스 뿐만 아니라 토종 기업인 마이크로소프트 및 T-Mobile USA와의 긴밀한 관계를 설명해 준다.

### HTC 코리아
한국 시장에는 2008년 7월 진출하여 SK텔레콤과 KT를 통해 단말기를 판매했다. 하지만 한국 사업 부진으로 인해 2012년 9월 철수했다. 허나 A/S사업을 담당하는 곳은 삼보컴퓨터여서 아직까지 국내의 HTC 사용자들은 A/S를 받을 수 있다.

## 갤러리

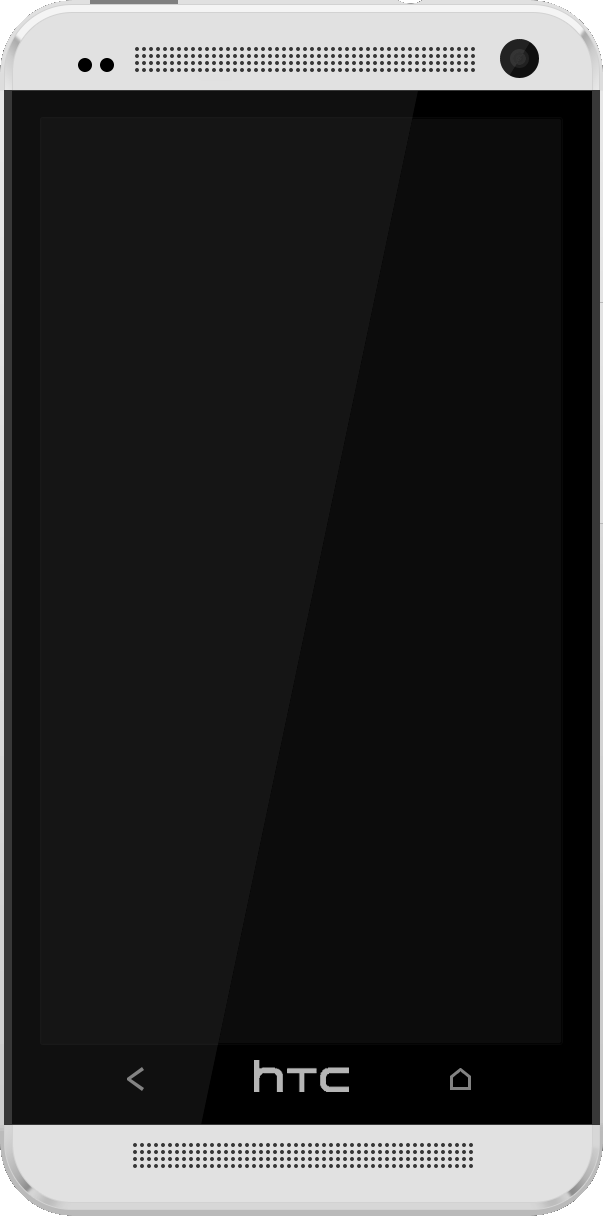
HTC 원
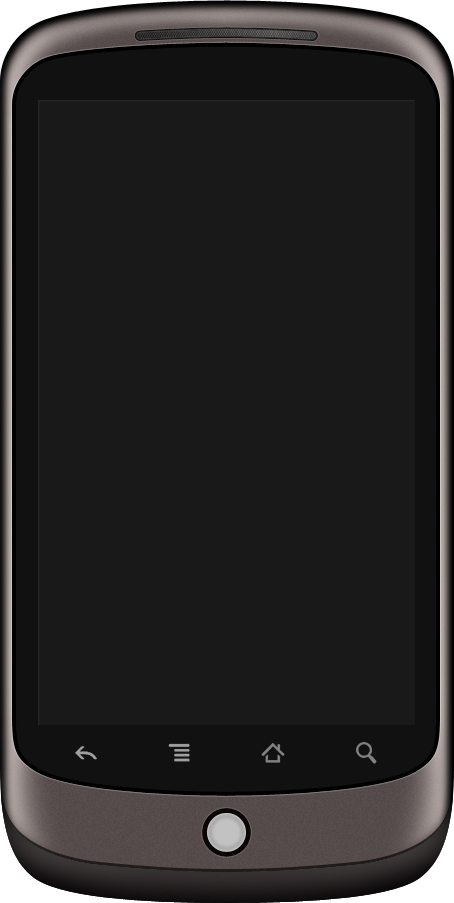
넥서스 원
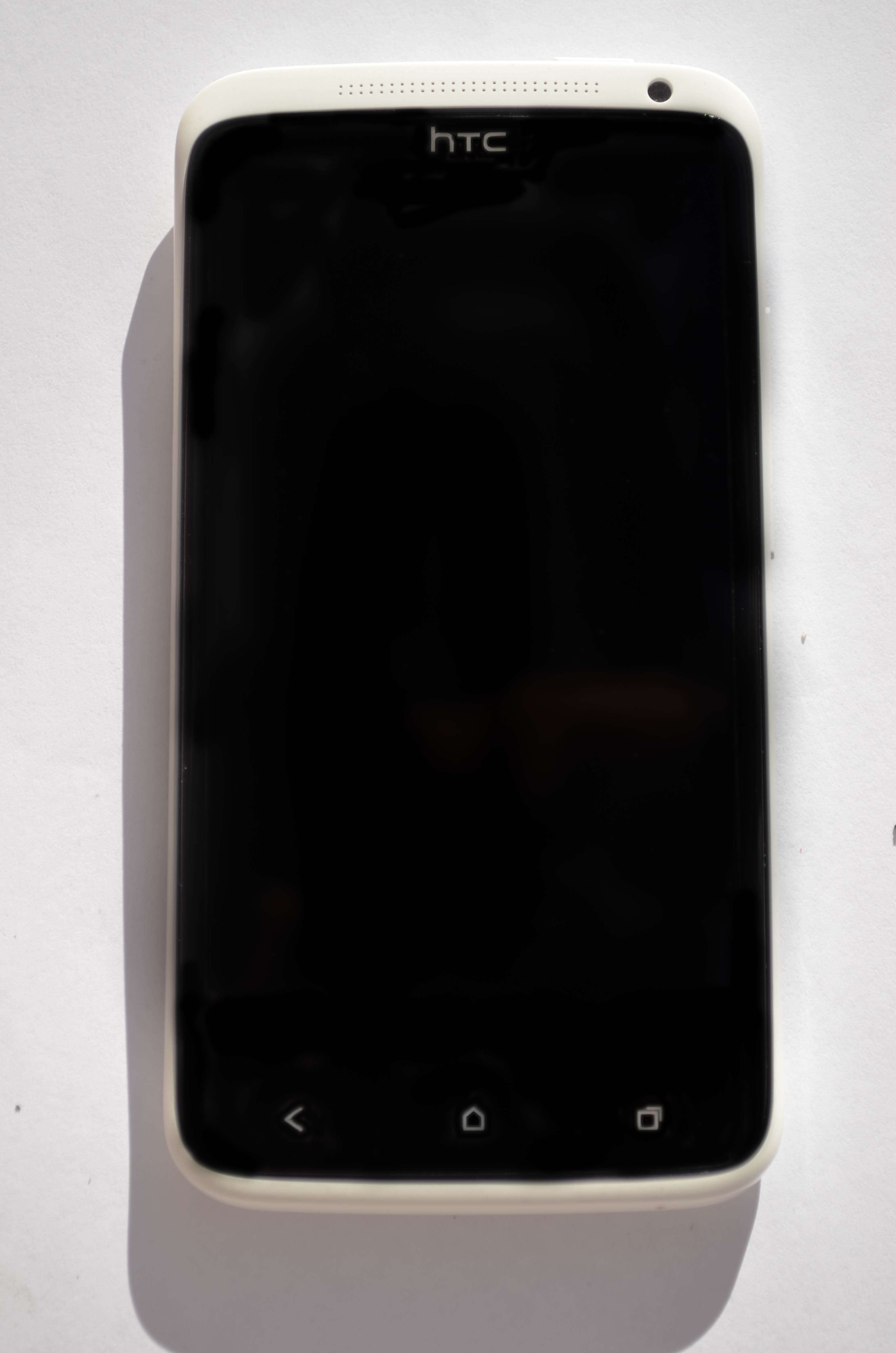
HTC 원 X
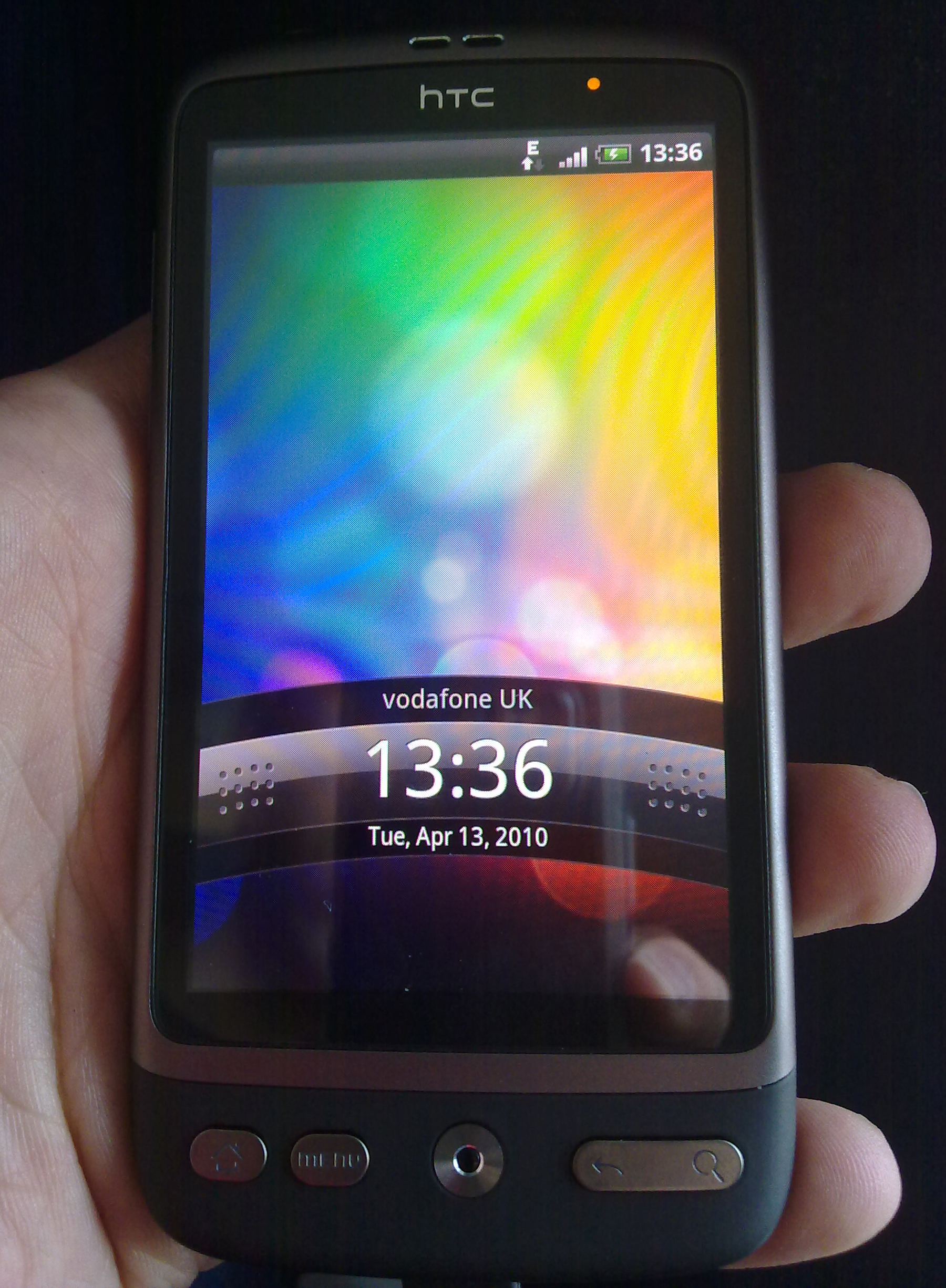
HTC 디자이어
HTC폰 한국 출시형 박스
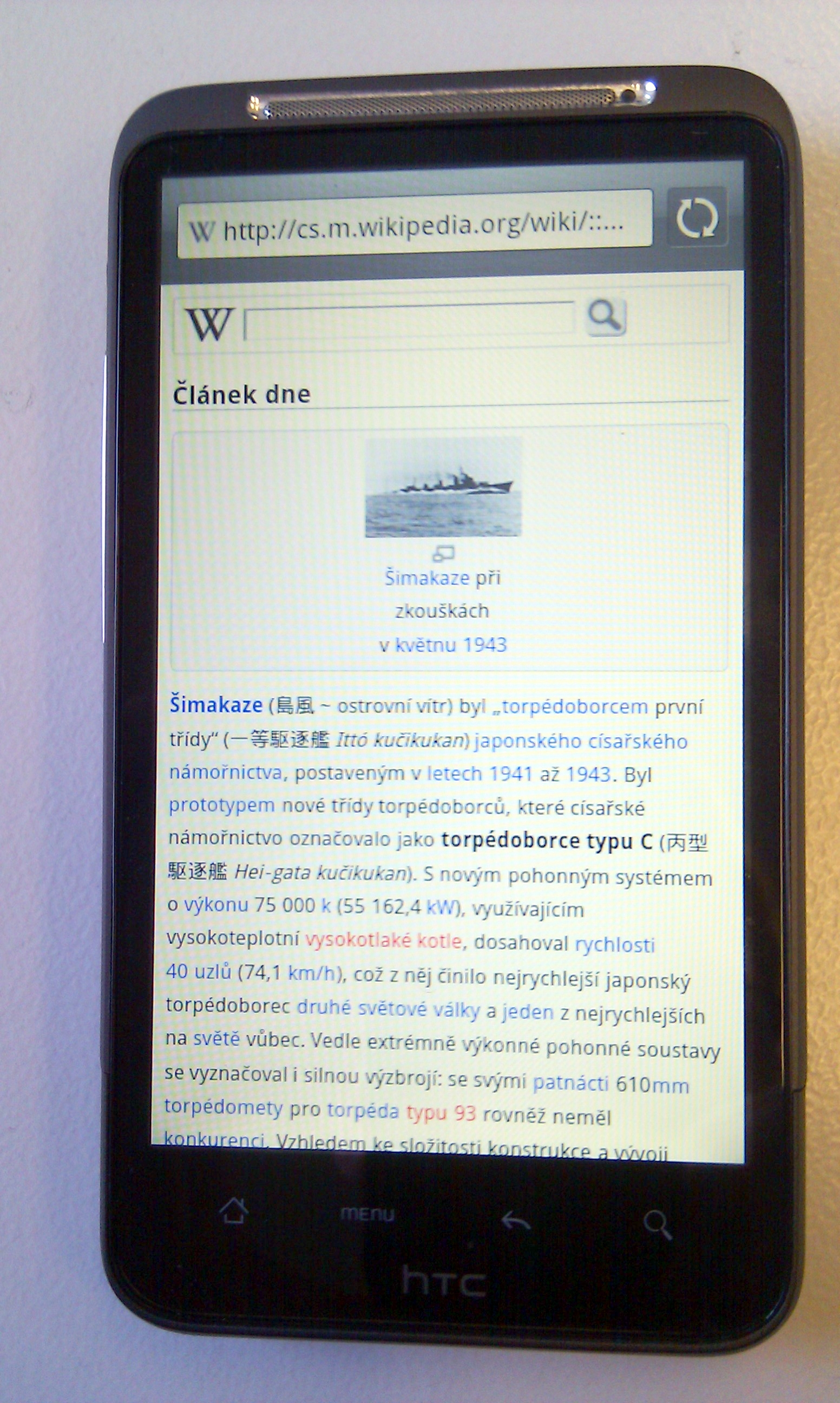
HTC 디자이어 HD

## 같이 보기
- 대만의 기업 목록
- HTC 휴대 전화 목록
- HTC 센스